# Мілина (фільм, 1988)
«Мілина» («Sēklis») — радянський двосерійний телефільм 1988 року, знятий режисером Еріксом Лацісом на Ризькій кіностудії.

## Сюжет
Сценарист Васильєв зацікавився долею Лапіньша — колишнього капітана супертраулера «Малахіт». Лапіньша було відсторонено від посади й позбавлено капітанського диплома після аварії, що сталася понад пів року тому — супертраулер «Малахіт» сів на мілину. Справу розглядав суд. Васильєв у пошуках істини пішов слідами драматичних подій.

## У ролях
- Улдіс Думпіс — Васильєв
- Ромуалдс Анцанс — Лапіньш
- Даце Бонате — Віра
- Карліс Зушманіс — Яніс Янович
- Гіртс Яковлєвс — Мезін
- Івар Калниньш — Краміньш
- Валдіс Крогіс — роль другого плану
- Гунарс Цілінський — Зудін
- Гунта Віркава — роль другого плану
- Юріс Леяскалнс — роль другого плану
- Арно Упенієкс — роль другого плану
- Роландс Кумпіньш — роль другого плану
- Болеславс Ружс — роль другого плану
- Олга Дреге — роль другого плану
- Лелде Вікмане — роль другого плану
- Гіта Сканстіна — роль другого плану
- Ілзе Ваздіка — роль другого плану
- Гундарс Аболіньш — роль другого плану
- Освалдс Берзіньш — роль другого плану
- Леонс Кріванс — роль другого плану
- Арвідс Норіньш — роль другого плану
- Маріс Сакаловскіс — роль другого плану
- Мартіньш Вердіньш — роль другого плану
- Яніс Зенне — роль другого плану
- Лайма Земзаре — роль другого плану
- А. Еркіс — роль другого плану
- Д. Лейтане — роль другого плану

## Знімальна група
- Режисер — Ерікс Лаціс
- Сценарист — Юрій Калещук
- Оператор — Харійс Кукелс
- Композитор — Іварс Вігнерс
- Художник — Віктор Шільдкнехт